# Municipio de Pine Mountain
El municipio de Pine Mountain (en inglés: Pine Mountain Township) es un municipio ubicado en el condado de Faulkner en el estado estadounidense de Arkansas. En el año 2010 tenía una población de 3701 habitantes y una densidad poblacional de 79,41 personas por km².

## Geografía
El municipio de Pine Mountain se encuentra ubicado en las coordenadas 35°0′58″N 92°26′45″O / 35.01611, -92.44583. Según la Oficina del Censo de los Estados Unidos, el municipio tiene una superficie total de 46.61 km², de la cual 44.89 km² corresponden a tierra firme y (3.68%) 1.72 km² es agua.

## Demografía
Según el censo de 2010, había 3701 personas residiendo en el municipio de Pine Mountain. La densidad de población era de 79,41 hab./km². De los 3701 habitantes, el municipio de Pine Mountain estaba compuesto por el 79.28% blancos, el 17.43% eran afroamericanos, el 0.54% eran amerindios, el 0.49% eran asiáticos, el 0.03% eran isleños del Pacífico, el 1.19% eran de otras razas y el 1.05% pertenecían a dos o más razas. Del total de la población el 2.54% eran hispanos o latinos de cualquier raza.